# Protesty w Turcji
Protesty w Turcji – seria protestów i zamieszek, które rozpoczęły się 28 maja 2013 roku na placu Taksim w centrum Stambułu, a później ogarnęły inne regiony i miasta Turcji.

## Przyczyny
Bezpośrednią przyczyną wybuchu protestów była planowana budowa centrum handlowego w miejscu parku Gezi. Głębszą podstawą protestów jest społeczne niezadowolenie z rządów premiera Recepa Erdoğana lidera Partii Sprawiedliwości i Postępu.

## Przebieg wydarzeń

### 28 maja
Rankiem 28 maja około 50 osób zgromadziło się w parku Gezi by zapobiec jego zniszczeniu. Policja użyła gazu pieprzowego przeciw protestującym.

### 29 maja
Po wydarzeniach z 28 maja grupa protestujących powiększyła się, ludzie rozstawili namioty i pozostali w parku na noc. 29 maja o godzinie 12.30 zorganizowano konferencję prasową, a wieczorem koncert w parku.

### 30 maja
Policja atakowała ludzi zgromadzonych w Parku Gezi. Pomimo interwencji policji, liczba protestujących wzrosła.

### 31 maja
Policja przeprowadziła nalot na park Gezi, i rozproszyła protestujących za pomocą armatek wodnych i gazu łzawiącego. Policja ustawiła zapory wokół parku by zapobiec ponownemu zajęciu go. O godzinie 13 protestujący próbowali ponownie zgromadzić się w parku lecz zostali rozpędzeni. Policja zaatakowała również gazem łzawiącym ludzi na stacji metra przy Placu Taksim. Protestujący zaczęli rzucać w policję kamieniami. Aresztowane zostały 63 osoby.
Duże protesty miały też miejsce w Ankarze i Izmirze. W Ankarze policja użyła gazu łzawiącego przeciw protestującym. Starcia protestujących z policją trwały całą noc. W Izmirze protestowało ponad 10 tysięcy osób. Policja użyła gazu łzawiącego, armatek wodnych i broni gładkolufowej.

### 1 czerwca
Protesty ogarnęły cały Stambuł.

### 2 czerwca
Setki protestujących ustawiły płonące barykady w Ankarze, policja użyła gazu łzawiącego by powstrzymać protestujących.

### 11 czerwca
Nad ranem na plac Taksim wtargnęła policja, by przy pomocy gazu i armatek wodnych i po długich walkach rozpędzić okupujących plac protestujących. Plac oczyszczono z napisów i transparentów.